# Bataille de Yaaroubiyé (octobre 2013)
Pour les articles homonymes, voir Bataille de Yaaroubiyé.
- Territoire contrôlé par le PYD
- Territoire contrôlé par les groupes rebelles et djihadistes
- Territoire contrôlé par le gouvernement syrien
- Territoire contrôlé par le gouvernement irakien

Guerre civile syrienne
Batailles
La bataille Yaaroubiyé a lieu lors de la guerre civile syrienne. Elle a lieu en octobre 2013 et se termine par la victoire des forces kurdes qui prennent aux djihadistes le contrôle de la ville et du poste-frontière de Yaaroubiyé.

## Déroulement
En octobre 2013, les forces kurdes des YPG lancent une offensive contre les groupes rebelles islamistes présents dans la petite ville de Yaaroubiyé, située à la frontière avec l'Irak. Les Kurdes accusent alors les rebelles et les djihadistes d'utiliser cette localité pour préparer des bombes et envoyer des kamikazes contre leurs forces
Les forces salafistes et djihadistes présentes à Yaaroubiyé sont alors l'État islamique en Irak et au Levant, le Front al-Nosra, Ahrar al-Cham, Ansar al-Khalifah et Liwa al-Tawhid wa al-Jihad,,,. Un autre groupe rebelle local, Ahrar al-Jazeera (en), constitué de combattants de la tribu des Chammar, avait été expulsé hors de la ville par le Front al-Nosra à la mi-octobre, quelques jours avant l'offensive,.
Les combats à Yaaroubiyé durent quatre jours et s'achèvent le 27 octobre par la victoire des YPG qui prennent le contrôle total de la ville,,,.
La prise de Yaaroubiyé est condamnée par la Coalition nationale syrienne (CNS), qui dénonce une offensive contre l'Armée syrienne libre, bien qu'en réalité aucun groupe affilié à l'Armée syrienne libre n'était présent à Yaaroubiyé au moment de l'offensive kurde. La victoire des YPG est en revanche saluée par le Conseil national kurde (CNK), pourtant membre de la CNS. La CNS accuse également l'armée irakienne d'avoir livré combat avec son infanterie en soutien aux combattants kurdes le 26 octobre, ce qui est démenti par une source sécuritaire de l'agence Reuters. Des rebelles affirment également que l'aviation syrienne a bombardé Yaaroubiyé pendant les combats.
La population de Yaaroubiyé compte environ 80 % d'Arabes et 20 % de Kurdes, mais les Kurdes entretiennent de bonnes relations avec les Chammar, la principale tribu arabe de la région, et bon nombre de ces derniers apportent leur soutien aux YPG.

## Les pertes
Les YPG déclarent dans un communiqué que trois de leurs combattants ont été tués pendant les quatre jours de combats livrés à Yaaroubiyé. Certains combattants kurdes blessés sont évacués par des véhicules de l'armée irakienne et emmenés en Irak.
L'Observatoire syrien des droits de l'homme (OSDH) évoque pour sa part la mort de trois rebelles le 24 octobre ; un Kurde des YPG et trois combattants du Front al-Nosra tués le 26 octobre : et deux combattants kurdes et neuf djihadistes de l'État islamique tués dans la nuit du 26 au 27 octobre et dans la journée du 27 octobre, ainsi que quatre chars et blindés de l'État islamique détruits.